# Hippolyte Royet
Pour les articles homonymes, voir Hippolyte et Royet.
Jean-François Hippoyte dit Hippolyte Royet est un négociant et homme politique français né à Saint-Étienne le 25 janvier 1788 et mort à Valbenoîte, dans la banlieue de Saint-Étienne, le 1er juillet 1853. Maire de Saint-Étienne sous la Restauration, il a réussi à mener à bien un grand nombre de travaux nécessaires dans une ville en plein essor.

## Biographie
Fils et petit-fils d'armurier, il n'a pas vingt ans quand il devient l'associé de son frère François Royet au sein d'une société de rubans sous la raison Royet frères. Après le décès accidentel de François en 1814, il continue seul. Comme fabricant de rubans, il favorise les innovations, tentant d'adapter la mécanique Jacquard au métier à la barre et organisant dès 1830 une usine hydraulique sur les bords de la Semène dans la Haute-Loire. 
Conseiller municipal depuis 1818, il est nommé maire en 1819 et devait conserver ses fonctions jusqu'à la fin de la Restauration, même si les autorités n'apprécient guère son libéralisme. Étant célibataire, il peut consacrer tout son temps à ses fonctions et n'hésite pas à payer de ses deniers certains travaux. Sous son administration, l'Hôtel de ville est enfin construit ainsi que la condition des soies et le palais de justice. Il se préoccupe aussi de donner à la ville un réseau d'égouts, des rues pavées et même des trottoirs. Il abandonne ses fonctions en novembre 1830 et est élu colonel de la garde nationale en 1831. Il continue de siéger au conseil municipal pendant toute la durée de la Monarchie de Juillet et entre au conseil général de la Loire en 1839. Au moment de la révolution de février 1848, en raison de sa popularité, il est nommé maire provisoire et se voit même attribué les fonctions de préfet. 
Débordé par les démocrates avancés, qui ont favorisé les émeutes d'avril 1848 et le pillage des couvents, il démissionne en mai et se retire de la vie politique locale. Par testament, il donne une somme pour la mise en place de deux statues de bronze pouvant orner la façade de l'Hôtel de ville en demandant qu'elles soient réalisés par Montagny. Après de laborieuses négociations entre les héritiers et la ville, la statue de la Métallurgie est inauguré en 1872 et celle de la Rubanerie en 1875.

## Sources
- Descreux, Notices biographiques stéphanoises, Saint-Étienne 1868.